# Luzzi
Luzzi är en ort och kommun i provinsen Cosenza i regionen Kalabrien i Italien. Kommunen hade 9 151 invånare (2018).